# Cieszków
Cieszków è un comune rurale polacco del distretto di Milicz, nel voivodato della Bassa Slesia.
Ricopre una superficie di 100,67 km² e nel 2004 contava 4 656 abitanti.